# Pau, Francija
Pau (okcitansko Pau = palisada) je mesto in občina v jugozahodni francoski regiji Nova Akvitanija, prefektura departmaja Pyrénées-Atlantiques in glavno mesto nekdanje zgodovinske province Béarn. Leta 1999 je mesto imelo 78.732 prebivalcev.

## Geografija
Pau leži na manjši vzpetini nad dolino reke Gave de Pau v jugozahodni Franciji. 

## Administracija
Pau je sedež šestih kantonov:
- Kanton Jurançon (del občine Pau, občine Bosdarros, Gan, Jurançon, Laroin, Saint-Faust: 20.577 prebivalcev),
- Kanton Pau-Center (del občine Pau: 19.962 prebivalcev),
- Kanton Pau-Jug (del občine Pau, občine Aressy, Assat, Bizanos, Meillon: 17.358 prebivalcev),
- Kanton Pau-Sever (del občine Pau: 16.751 prebivalcev),
- Kanton Pau-Vzhod (del občine Pau, občine Artigueloutan, Idron, Lée, Nousty, Ousse: 25.828 prebivalcev),
- Kanton Pau-Zahod (del občine Pau, občine Gelos, Mazères-Lezons, Narcastet, Rontignon, Uzos: 14.930 prebivalcev).

Mesto je prav tako sedež okrožja, v katerega so poleg njegovih vključeni še kantoni Arthez-de-Béarn, Arzacq-Arraziguet, Billère, Garlin, Lagor, Lembeye, Lescar, Montaner, Morlaàs, Nay-Vzhod/Zahod, Orthez, Pontacq, Salies-de-Béarn in Thèze z 278.061 prebivalci.

## Zgodovina
Naselje je bilo utrjeno v 11. stoletju s strani viskontov province Béarn, leta 1464 pa postalo njeno glavno mesto. V zgodnjem 16. stoletju je Château de Pau služil kot domovanje kraljev Navarre, med drugim je bilo tudi rojstno mesto kasnejšega francoskega kralja Henrika IV. (1553-1610) in švedskega kralja Karla XIV. (1711-1780).

## Šport
V mestu je po javnih cestah v sezoni 1930 potekala dirka za Veliko nagrado Francije, na kateri je zmagal francoski dirkač Philippe Etancelin z Bugattijem T35C. Mesto gosti tudi dirko Grand Prix de Pau, ki je v zgodovini potekala v različnih dirkaških kategorijah, pred letom 1950 večinoma pod pravili Grand Prix, nato je do leta 1964 je tu potekala neprvenstvena dirka Formule 1, kasneje dirka Formule 2, Formule 3000, od leta 1999 pa Formule 3.

## Pobratena mesta
- Daloa (Slonokoščena obala),
- Göttingen (Nemčija),
- Kofu (Japonska),
- Mobile (Alabama, ZDA),
- Pistoia (Italija),
- Setúbal (Portugalska),
- Swansea (Wales, Združeno kraljestvo,
- Xi'an (Ljudska republika Kitajska),
- Zaragoza (Španija).